# Костковский, Бронислав
Бронисла́в Костко́вский (пол. Bronisław Kostkowski; 11 марта 1915, Слупск, Поморское воеводство — 6 августа 1942, Дахау, Бавария) — блаженный Римско-католической церкви, семинарист, мученик. Входит в число 108 блаженных польских мучеников, беатифицированных римским папой Иоанном Павлом II во время его посещения Варшавы 13 июня 1999 года. Почитается покровителем города Слупск, Польша.

## Биография
В 1936 году поступил в Высшую духовную семинарию во Влоцлавке. 7 ноября 1939 года был арестован Гестапо и препровождён в концентрационный лагерь Заксенхаузен, после — в Дахау, где погиб 6 августа 1942 года. Его концентрационный номер — 22828.

## Прославление
13 июня 1999 года был беатифицирован римским папой Иоанном Павлом II вместе с другими польскими мучениками Второй мировой войны.
День памяти — 12 июня.